# 알지 스미스

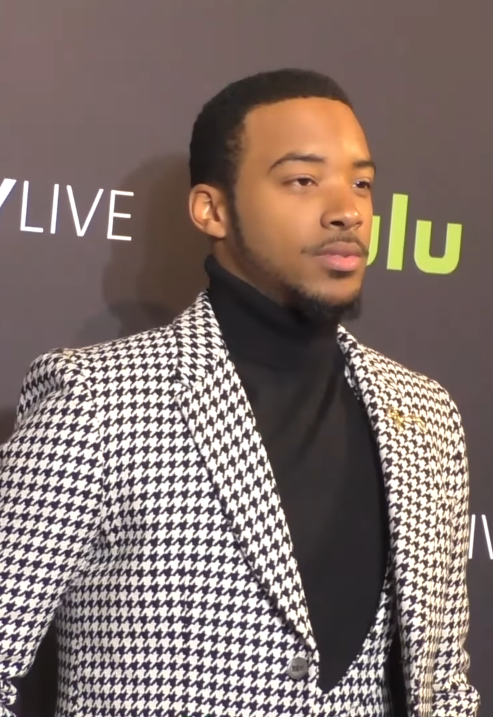

알지 스미스(Algee Smith, 1994년 11월 7일 ~ )는 미국의 영화배우, 가수, 텔레비전 배우이다.
새기노에서 태어났다.

## 영화
- 유다 그리고 블랙 메시아 (2021년) - 제이크 윈터스 역
- 더 헤이트 유 기브 (2018년) - 칼릴 역
- 디트로이트 (2017년) - 래리 리드 역
- 에코 (2014년) - 마커스 심즈 역